# Durg
Durg (Hindi दुर्ग, Durg) ist eine Stadt (Municipal Corporation) im indischen Bundesstaat Chhattisgarh mit etwa 270.000 Einwohnern (Volkszählung 2011). 
Sie ist Verwaltungssitz des Distrikts Durg. Die Stadt liegt östlich des Flusses Seonath. Zusammen mit der Stadt Bhilai bildet sie die Agglomeration Durg-Bhilai mit rund einer Million Einwohnern.

## Geografie
Durg liegt im südwestlichen Teil von Chhattisgarh, in der Ebene, rund 35 Kilometer östlich von Raipur, der Hauptstadt des Bundesstaates, und 11 Kilometer südwestlich von Bhilai. Durg liegt am Fluss Seonath, einem Nebenfluss des Mahanadi. Der ursprüngliche Name der Region war Shiva Durg.

## Geschichte
Durg gehörte im antiken Indien zum Königreich Kosala. Der Name bedeutet stark und könnte darauf hinweisen, dass Durg in Kosala eine besonders befestigter Platz war, also eine Festung (garh). Die Stadt wurde vermutlich im 10. Jahrhundert gegründet.

## Demografie
Durg hatte im Jahr 2001 231.182 Einwohner. Die männliche Bevölkerung hat einen Anteil von 51 Prozent die weibliche von 49 Prozent. Durg hat eine Alphabetisierungsrate von 72 Prozent, höher als der nationale Durchschnitt, der 59,5 Prozent beträgt; bei Männern liegt sie bei 79 Prozent, bei Frauen bei 65 Prozent. In Durg sind 13 Prozent der Bevölkerung unter sechs Jahre alt.